# T-Mobile na kartę
T-Mobile na kartę (dawniej Tak Tak - T-Mobile na kartę) – polska marka usług typu prepaid należąca do operatora sieci T-Mobile, firmy T-Mobile Polska (dawniej Polska Telefonia Cyfrowa).

## Historia
Marka powstała w czerwcu 1998 r. jako Era Tak Tak. 5 czerwca 2011 roku w związku z rebrandingiem, nazwa usługi została zmieniona na Tak Tak - T-Mobile na kartę. Operator stopniowo rezygnując z marki Tak Tak zmienił ostatecznie nazwę usługi na T-Mobile na kartę. Obecnie pozostałości po dawnej marce widać w nazwie jednej z taryf oferty – Nowy Tak Tak.

## Charakterystyka
Z T-Mobile na kartę można korzystać dzięki specjalnej, aktywnej karcie SIM, posiadającej określony limit czasu połączeń. Zarządzanie kontem jest możliwe także przez Internet oraz przez BOK. Jako jedyny z operatorów działających w Polsce, pobierał opłatę za sprawdzenie stanu konta kodem USSD, co wywołało kontrowersje pośród użytkowników. Opłata wynosiła 4 gr. za jedno sprawdzenie konta. W listopadzie 2015 roku zrezygnowano z pobierania opłaty. 
Do usług należy zaliczyć: GPRS, MMS, SIMextra i inne.

### Taryfy
System prepaid T-Mobile na kartę tworzą cztery taryfy:
- GO!
- Nowy Tak Tak
- Hot
- Frii

## Reklamy
Przez długi czas charakterystyczną maskotką oferty Tak Tak był pingwin. W późniejszym czasie w kampanii reklamowej zaangażowano między innymi zespół Sugababes oraz Kubę Wojewódzkiego i Michała Figurskiego.